# Sagan Tosu
Sagan Tosu (サガン鳥栖 Sagan Tosu) là một câu lạc bộ bóng đá chuyên nghiệp có trụ sở tại Tosu, tỉnh Saga, Nhật Bản. Đội bóng hiện thi đấu tại J1 League.

## Thành tích
| Vô địch | Á quân | Hạng ba | Thăng hạng | Xuống hạng |

| Liên đoàn | Liên đoàn | Liên đoàn | Liên đoàn | Liên đoàn | Liên đoàn | Liên đoàn | Liên đoàn | Liên đoàn | Liên đoàn | Liên đoàn         | Liên đoàn | Liên đoàn | J. League Cup | Cúp Thiên Hoàng    |
| Mùa giải  | Hạng đấu  | Số đội    | Xếp hạng  | Số trận   | Thắng     | Hòa       | Thua      | Bàn thắng | Bàn thua  | Hiệu số bàn thắng | Điểm      | Khán giả  | J. League Cup | Cúp Thiên Hoàng    |
| --------- | --------- | --------- | --------- | --------- | --------- | --------- | --------- | --------- | --------- | ----------------- | --------- | --------- | ------------- | ------------------ |
| 1997      | JFL       | 16        | 11        | 30        | 112 (1)   | -         | 17        | 438       | 54        | -16               | 38        | -         |               | Vòng 3             |
| 1998      | JFL       | 16        | 8         | 30        | 11 (3)    | -         | 16        | 40        | 55        | -15               | 39        | -         |               | Vòng 3             |
| 1999      | J2        | 10        | 8         | 36        | 11 (1)    | 2         | 20 (2)    | 52        | 64        | -12               | 37        | 3,385     | Vòng 1        | Vòng 3             |
| 2000      | J2        | 11        | 6         | 40        | 13 (2)    | 5         | 15 (5)    | 41        | 52        | -11               | 48        | 3,714     | Vòng 1        | Vòng 3             |
| 2001      | J2        | 12        | 10        | 44        | 8 (2)     | 4         | 28 (2)    | 45        | 82        | -37               | 32        | 3,479     | Vòng 1        | Vòng 4             |
| 2002      | J2        | 12        | 9         | 44        | 9         | 14        | 21        | 41        | 64        | -23               | 41        | 3,890     | –             | Vòng 3             |
| 2003      | J2        | 12        | 12        | 44        | 3         | 11        | 30        | 40        | 89        | -49               | 20        | 3,172     | –             | Vòng 1             |
| 2004      | J2        | 12        | 11        | 44        | 8         | 11        | 25        | 32        | 66        | -34               | 35        | 3,610     | –             | Vòng 4             |
| 2005      | J2        | 12        | 8         | 44        | 14        | 10        | 20        | 58        | 58        | 0                 | 52        | 7,855     | –             | Vòng 4             |
| 2006      | J2        | 13        | 4         | 48        | 22        | 13        | 13        | 64        | 49        | 15                | 79        | 7,465     | –             | Vòng 4             |
| 2007      | J2        | 13        | 8         | 48        | 21        | 9         | 18        | 63        | 66        | -3                | 72        | 6,114     | –             | Vòng 5             |
| 2008      | J2        | 15        | 6         | 42        | 19        | 7         | 16        | 50        | 51        | -1                | 64        | 7,261     | –             | Tứ kết             |
| 2009      | J2        | 18        | 5         | 51        | 25        | 13        | 13        | 71        | 51        | 20                | 88        | 5,939     | –             | Vòng 4             |
| 2010      | J2        | 19        | 9         | 36        | 13        | 12        | 11        | 42        | 41        | 1                 | 51        | 6,633     | –             | Vòng 3             |
| 2011      | J2        | 20        | 2         | 38        | 19        | 12        | 7         | 68        | 34        | 34                | 69        | 7,731     | –             | Vòng 2             |
| 2012      | J1        | 18        | 5         | 34        | 15        | 8         | 11        | 48        | 39        | 9                 | 53        | 11,991    | Vòng bảng     | Vòng 2             |
| 2013      | J1        | 18        | 12        | 34        | 13        | 7         | 14        | 54        | 63        | -9                | 46        | 11,515    | Vòng bảng     | Bán kết            |
| 2014      | J1        | 18        | 5         | 34        | 19        | 3         | 12        | 41        | 33        | 8                 | 60        | 14,137    | Vòng bảng     | Vòng 4             |
| 2015      | J1        | 18        | 11        | 34        | 9         | 13        | 12        | 37        | 54        | -17               | 40        | 13,450    | Vòng bảng     | Tứ kết             |
| 2016      | J1        | 18        | 11        | 34        | 12        | 10        | 12        | 36        | 37        | -1                | 46        | 12,636    | Vòng bảng     | Vòng 4             |
| 2017      | J1        | 18        | 8         | 34        | 13        | 8         | 13        | 41        | 44        | -3                | 47        | 14,194    | Vòng bảng     | Vòng 3             |
| 2018      | J1        | 18        | 14        | 34        | 10        | 11        | 13        | 29        | 34        | -5                | 41        | 15,000    | Vòng bảng     | Tứ kết             |
| 2019      | J1        | 18        | 15        | 34        | 10        | 6         | 18        | 32        | 53        | -21               | 36        | 15,050    | Vòng bảng     | Tứ kết             |
| 2020 †    | J1        | 18        | 13        | 34        | 7         | 15        | 12        | 37        | 43        | -6                | 36        | 4,675     | Vòng bảng     | Không đủ điều kiện |
| 2021 †    | J1        | 20        | 7         | 38        | 16        | 11        | 11        | 53        | 35        | 8                 | 59        | 7,276     | Vòng bảng     | Vòng 4             |
| 2022      | J1        | 18        |           | 34        |           |           |           |           |           |                   |           |           |               |                    |

Chú thích
- † Số trận các mùa giải 2020 & 2021 đã giảm do đại dịch COVID-19
- Nguồn: J.League Data Site

## Trang phục thi đấu
| Màu áo sân nhà | Màu áo sân nhà | Màu áo sân nhà | Màu áo sân nhà | Màu áo sân nhà |
| -------------- | -------------- | -------------- | -------------- | -------------- |
| 1999 - 2000    | 2001 - 2002    | 2003 - 2004    | 2005           | 2006 - 2007    |
| 2008 - 2010    | 2011 - 2012    | 2013           | 2014           | 2015           |
| 2016           | 2017           | 2018           | 2019           | 2020           |
| 2021           | 2022 -         |                |                |                |
|                |                |                |                |                |

| Màu áo sân khách | Màu áo sân khách | Màu áo sân khách | Màu áo sân khách | Màu áo sân khách |
| ---------------- | ---------------- | ---------------- | ---------------- | ---------------- |
| 1999 - 2000      | 2001 - 2002      | 2003 - 2004      | 2005             | 2006 - 2007      |
| 2008 - 2010      | 2011 - 2012      | 2013             | 2014             | 2015             |
| 2016             | 2017             | 2018             | 2019             | 2020             |
| 2021             | 2022 -           |                  |                  |                  |
|                  |                  |                  |                  |                  |

| Màu áo khác                  | Màu áo khác                             | Màu áo khác                               | Màu áo khác                  | Màu áo khác                  |
| ---------------------------- | --------------------------------------- | ----------------------------------------- | ---------------------------- | ---------------------------- |
| 2015 · Kỷ niệm Hawk Festival | 2016 · Ngày phụ nữ                      | 2016 · Kỷ niệm Hawk Festival              | 2017 · Kỷ niệm Hawk Festival | 2018 · Kỷ niệm Hawk Festival |
| 2019 · Kỷ niệm Hawk Festival | 2019 · Tri ân · cựu cầu thủ · F. Torres | 2019 · Tri ân · cựu cầu thủ · F. Torres 2 |                              |                              |
|                              |                                         |                                           |                              |                              |